# Jerzy Andrzejewski

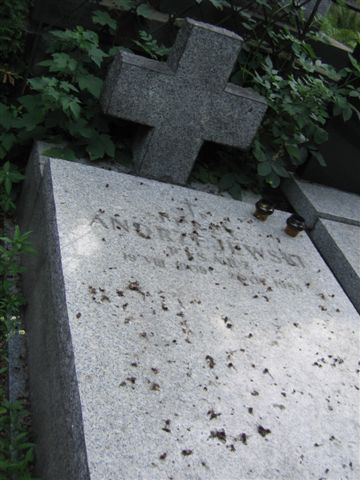
Grafsteen van Jerzy Andrzejewski op de Powązki begraafplaats in Warschau

Jerzy Andrzejewski (Warschau (Congres-Polen, Rusland), 19 augustus 1909 – Warschau (Polen), 19 april 1983) was een Pools schrijver. 
Nadat hij aanvankelijk overtuigd communist was, stapte hij in 1957 uit de Communistische partij en werd hij uiteindelijk lid van de anticommunistische vakbeweging Solidarność. Ook was hij een van de oprichters van de intellectuele oppositiegroep KOR ("Komitet Obrony Robotników", Comité ter Verdediging van Arbeiders). Andrzejewski's literatuur is vaak politiek geladen met een moralistisch karakter. Hij wordt gezien als een van de belangrijkste Poolse verzetschrijvers van de jaren vijftig. Op 23 september 2006 kreeg Andrzejewski postuum het Commandeurskruis in de Orde Polonia Restituta.
Andrzejewski's boeken Popiol i Diament (As en Diamant), over de naoorlogse situatie in Polen, en Wielki Tydzień (De stille week), over de opstand in het getto van Warschau, zijn beide verfilmd door de Oscarwinnende Poolse filmmaker Andrzej Wajda. Popiol i Diament werd verfilmd in 1958 (As en diamant) en won de International Critics' Prize op het Filmfestival Venetië van 1959. Wielki Tydzień werd verfilmd in 1995 (Wielki tydzień). Wajda verfilmde in 1968 eveneens Andrzejewski's historische roman De Poorten van het Paradijs als Gates to Paradise. De historische roman The Inquisitors (Duisternis bedekt de aarde) werd in 1988 verfilmd tot een televisiefilm door Stanisław Barabas onder de titel Torquemada.

## Trivia
- Andrzejewski is het karakter "Alpha" in Czesław Miłosz' boek The Captive Mind.